# Michail Sjolochov
Michail Aleksandrovitsj Sjolochov (Russisch: Михаил Александрович Шóлохов) (Kroesjilin (in de huidige oblast Rostov), 24 mei 1905 - Vjosjenskaja (oblast Rostov), 21 februari 1984) was een Russische romanschrijver. Hij won in 1965 de Nobelprijs voor Literatuur.

## Leven
Sjolochov werd geboren in de Russische regio Kamenskaya, in 'het land der kozakken'. Zijn vader behoorde tot de lagere middenklasse, werkzaam als boer, veehandelaar en molenaar. Sjolochovs moeder was van Oekraïense afkomst en was weduwe van een kozak. Zij was analfabeet, maar leerde lezen en schrijven om te kunnen schrijven naar haar zoon.
Sjolochov ging naar school in Kargin, Moskou, Bogoetsjar en Vesjenskaja tot 1918. In dat jaar sloot hij zich aan bij het Rode Leger en nam deel aan de Russische Burgeroorlog. Hij was toen pas 13 jaar oud.
Sjolochov begon met schrijven op een leeftijd van 17 jaar. Zijn eerste boek, Het Geboortemerk, verscheen toen hij 19 jaar was. In 1922 verhuisde Sjolochov naar Moskou om journalist te worden, maar hij moest allerlei baantjes aannemen om in zijn levensonderhoud te voorzien. Van 1922 tot 1924 was hij onder meer dokwerker, beeldhouwer en boekhouder, maar in die periode volgde hij tevens diverse schrijf- en journalistieke opleidingen. Zijn eerste (op grote schaal) gedrukte werk was het satirische artikel Een test (1922).
Sjolochov kreeg vooral bekendheid door zijn roman De Stille Don, welke in vier delen verscheen tussen 1928 en 1940. Tegen de achtergrond van de Russische Burgeroorlog, de strijd tussen de roden en de witten, schetst Sjolochov een beeld van het leven van de Don-Kozakken. In 1965 kreeg Sjolochov met name voor De Stille Don de Nobelprijs.
Begin jaren dertig werd Sjolochov lid van de communistische partij, in 1936 van de opperste Sovjet en in 1937 van de commissie der wetenschappen. Sindsdien genoot hij bekendheid als een der kopstukken en voormannen uit de Sovjet-literatuur en van het socialistisch realisme. Hij ontving onder meer de Stalinprijs (1941), de Leninorde (1955) en de Leninprijs (1961). In 1961 werd hij zelfs lid van het Centraal Comité van de Communistische Partij.
Sjolochovs naam werd aan het einde van zijn leven enigszins geschaad door plagiaatdiscussies over De Stille Don en de uitlatingen die hij in 1965 deed tijdens het proces tegen de schrijvers Andrej Sinjavski en Joeli Daniël (hij noemde hen 'verraders').

## Geschreven boeken en artikelen
- Donskieje Rasskazy, 1925 - Vertellingen uit het Don-gebied
- Lazoerevaja Step, 1926 - De steppen in vuur en vlam
- Tichi Don, 4 vol., 1928-1940 - De Stille Don
- Podnjataja Tselina, 1932-1960 (dl.2) - Nieuw land onder de ploeg
- Oni Srazjalis Za Rodinoe, 1942 - Ze vochten voor hun land
- Naoeka Nenavisti, 1942
- Slovo O Rodine, 1951

- Soedba Tsjeloveka, 1956-1957

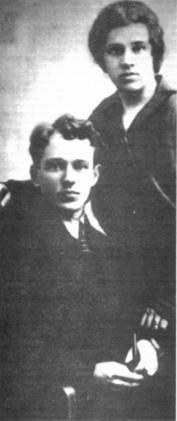
Sjolochov met zijn vrouw, 1924

- Sobranieje Sotsjineni, 1956-1958 - verzamelde werken (8 delen)
- Oni Srazjalis Za Rodinoe, 1959
- Sobranieje Sotsjineni, 1962 - verzamelde werken (8 delen)
- Vroegere verhalen, 1966
- De bestemming van een man, en andere verhalen, artikelen en sketches, 1923-1963, 1967
- Fierce and Gentle Warriors, 1967
- Po Veleniejoe Doesji, 1970
- Sobranieje Sotsjineni, 1975 (8 delen)
- Rossia V Serdtse, 1975
- SLOVO O RODINE, 1980
- Verzamelde werken, 1984 (8 delen)
- Sobranieje Sotsjineni, 1985 (verzamelde werken, 8 delen)
- Sjolochov I Stalin, 1994